# Storm Poly

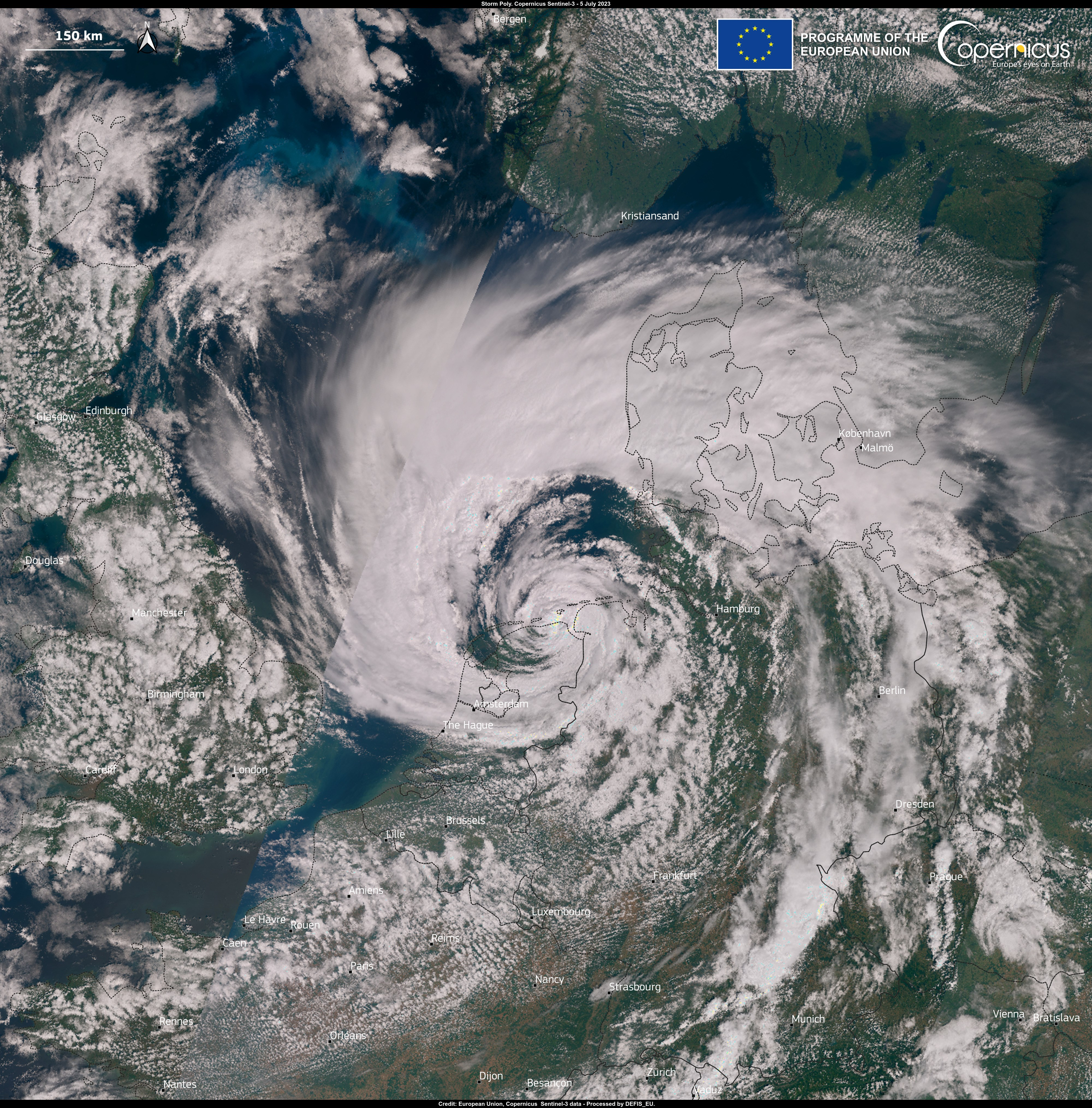
Storm Poly boven Nederland

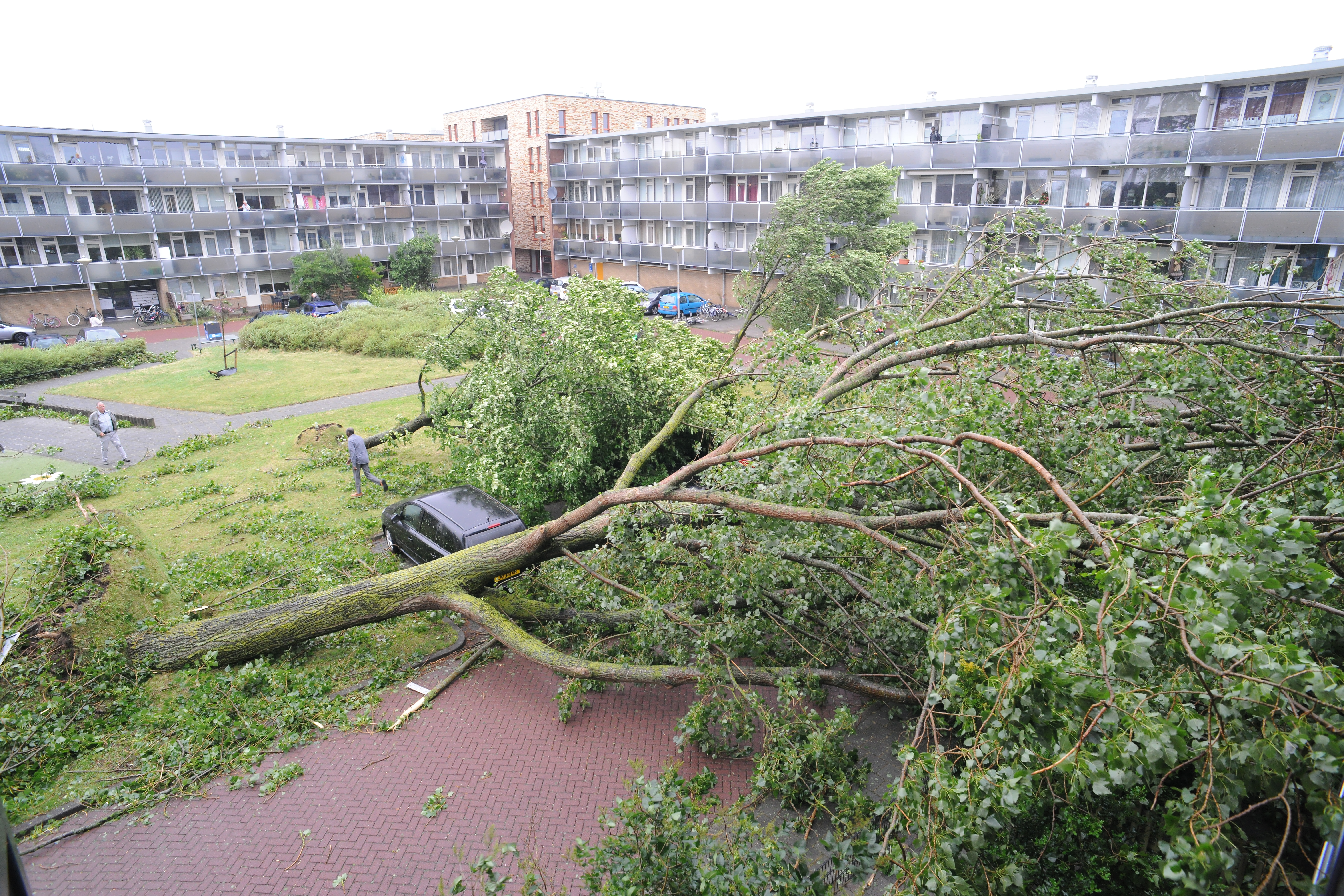
Omgevallen bomen in IJmuiden

Storm Poly was een zeer zware storm die delen van West-Europa trof vanaf 4 juli 2023 in Nederland, België, het oosten van het Verenigd Koninkrijk en Noord-Duitsland. Het was de zwaarste zomerstorm sinds het begin van de metingen, met windstoten tot 146 kilometer per uur.
In Noord-Holland, Flevoland, en Friesland werd door het KNMI rond 7.50 uur een weeralarm (code rood) afgekondigd, dat om 12.24 uur weer werd ingetrokken. In Groningen, Drenthe en Overijssel gold code oranje; de rest van het land kreeg code geel.
De zeer zware storm diepte zich snel uit (>10 mb in 12 uur), ook wel een RACY (Rapid Cyclogenesis) genoemd. Bij deze RACY ontstond er een stingjet, waarbij de windsnelheden hoger uitpakten dan in de omringende gedeeltes in het lagedrukgebied. Een stingjet vind zich meestal gelocaliseerd plaats, waardoor er zeer lokaal windstoten werden gemeten van bijna 150 km/u. De stingjet was mogelijk slechts enkele tientallen kilometers wijd in omvang.  

## Gevolgen

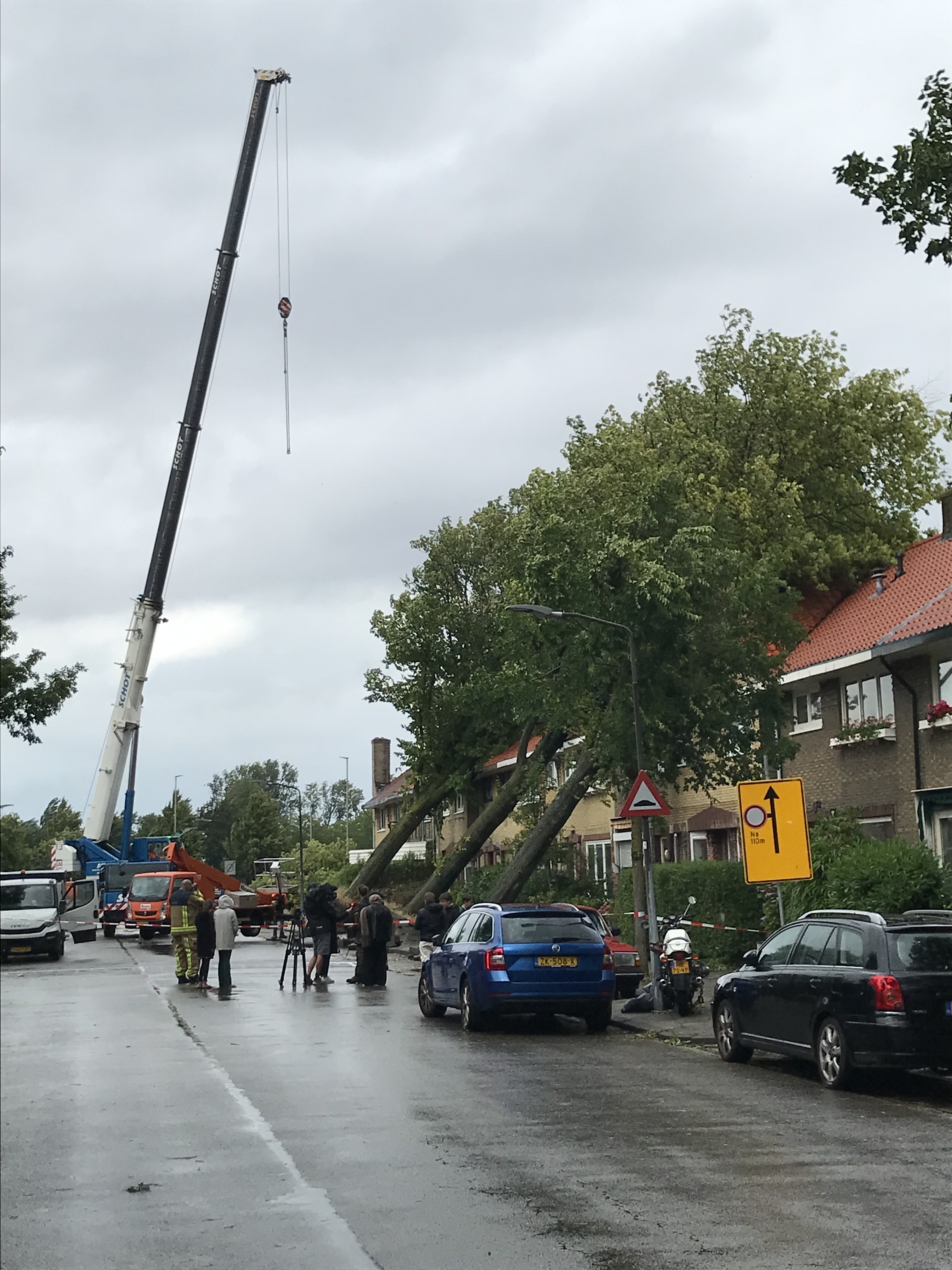
Stormschade in Molijnstraat in Haarlem

In Haarlem kwam een vrouw te overlijden nadat er een boom omviel op een auto, ter hoogte van de Marnixstraat waarin zij bijrijder was. Ook in het Duitse Rhede in het Nedersaksische Emsland viel een dode. Een vrouw werd hier geraakt door een omvallende boom toen ze de hond uitliet. Schiphol schrapte 400 vluchten in verband met de storm. ProRail legde het treinverkeer in het noorden van Nederland stil.